# Coccoloba gigantifolia
Coccoloba gigantifolia — вид квіткових рослин родини гречкових (Polygonaceae). Відкритий у 1982 році, але описаний у 2019 році.

## Поширення
Ендемік Бразилії. Трапляється в басейні річки Мадейра у штатах Амазонас та Рондонія на заході країни.

## Опис
Дерево заввишки 10-15 м. Його листя завдовжки до 1,5 м.

## Історія відкриття
Вперше рослину відкрили 1982 року на річці Канума під час експедиції проекту «Projeto Flora Amazônica». Проте гербарних зразків тоді не було зібрано. Через 4 роки вже сфотографували рослину, але гербарних зразків знову не зібрали. У 1989—1993 роках зібрано 14 гербарних зразків, але були невідомі генеративні органи, тому видову приналежність неможливо було визначити. У серпні 2005 року дослідники знайшли насіння й проростити його. У 2019 році новий вид описано вже з культивованих зразків.